# 台湾立灯藓
台湾立灯藓（学名：Orthomnion piliferum）为提灯藓科立灯藓属下的一个种。